# 川内天王塚古墳
川内天王塚古墳（かわうちてんのうづかこふん）は、群馬県桐生市川内町にあった古墳。形状は前方後円墳と伝わる。

## 概要
桐生市街の北西部、渡良瀬川左岸の川内町三丁目、山田川との合流点近くの河岸段丘に位置していた。桐生地域の古墳は、渡良瀬川沿いの河岸段丘や自然堤防などの微高地に形成された古墳時代後期の集落遺跡とかかわりを持つ分布を示しており、川内町三丁目の古墳群は山田川対岸の川内町二丁目の鷹ノ巣遺跡と関連すると見られている。墳丘は伝えによると、南東を前方部、北西を後円部とする前方後円墳であった。
1960年（昭和35年）の発掘調査当時、すでに墳丘の大部分が損なわれ、横穴式石室の玄室部の北側を残すのみとなっていた。桐生地域の古墳の大半が発掘調査がなされずに原形を失う中で、天王塚古墳は貴重な調査例となった。石室内に残存していた副葬品に、金銅製の円頭太刀、直刀、鉄製の轡、須恵器の提瓶がある。調査の結果、築造時期は古墳時代後期の6世紀後半頃と推定された。